# Szathmári Margit
Szathmári Margit névvariáns: Szathmáry Margit (Marosvásárhely, 1905. szeptember 13. – Budapest, 1998. január 22.) magyar színésznő.

## Életpályája
Marosvásárhelyen született 1905. szeptember 13-án, Dr. Szathmáry Imre, Csuka Karolina gyermekeként. Édesapját korán elveszítette. Édesanyjával és Edit nevű öt évvel idősebb nővérével 1922-ben költöztek Budapestre. A Városi Színház kórusában kezdte, majd egy évet Rózsahegyi Kálmán színiiskolájában tanult. Színészi diplomáját az Országos Magyar Királyi Színművészeti Akadémián 1927-ben kapta meg. Színészi pályája Debrecenben indult, de 1929-től már a fővárosban játszott, a Steinharth és Rott kabaréban magánszámokat, sanzonokat adott elő, aztán a Komédiában majd a Kamaraszínházban és a Belvárosi Színházban szerepelt. 1937-ben Németh Antal szerződtette a Nemzeti Színházhoz, amelynek 1944-ig volt tagja. Az Igazolóbizottság 5 évre eltiltotta a pályától. Ez az időszak 10 évig  elhúzódott. Előbb az Általános Szerelő Vállalatnál hivatalnokként dolgozott, majd a Lósporthoz került. Az ügetőn a főkönyvelő mellett, majd később a sportszerjavítónál is titkárnőként dolgozott. 1956-tól a Magyar Rádióban, majd a Pannónia Filmstúdióban kapott szinkronszerepeket, illetve később a MAFILM foglalkoztatta, reklámfilmekben tűnt fel. 1987-ben gyémántdiplomát kapott, 1996-ban rubindiplomáját vette át.

## Színházi szerepeiből
- Pedro Calderón de la Barca: A nagy világszínház... szereplő
- Friedrich Schiller: Stuart Mária... Erzsébet királynő
- Tóth Ede: A falu rossza... Finum Rózsi
- Herczeg Ferenc: Bizánc... Olga nagyhercegnő
- Németh László: Villámfénynél... Virrasztó asszony

## Filmes és televíziós szerepei
- Mátyás rendet csinál (1939)... Antalné
- Semmelweis (1940)
- Néma kolostor (1941)... Auerbach báróné
- Heten, mint a gonoszok (1943)
- Nyom nélkül (1982)